# عروسک پارچه‌ای

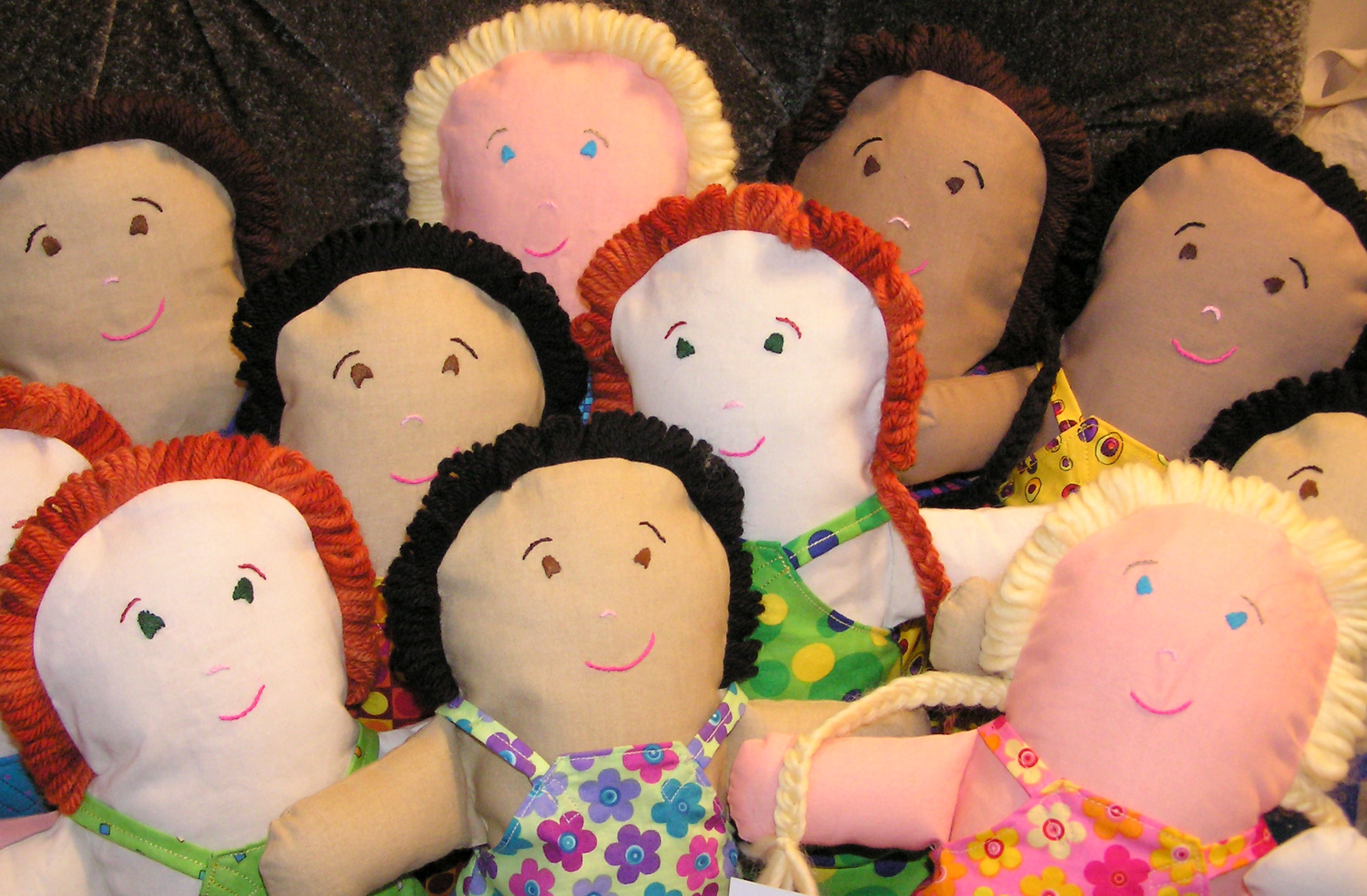
عروسک پارچه‌ای‌های دست‌ساز.

عروسک پارچه‌ای گونه‌ای از اسباب‌بازی‌های کودکان است. عروسک‌های پارچه‌ای سنتاً با دست درست می‌شوند و درون آنها را با تکه‌پاره‌های باقی‌مانده از برش‌ها و دیگر مواد پر می‌کنند. عروسک‌های پارچه‌ای از کهن‌ترین اسباب‌بازی‌های کودکان است که هنوز هم رواج دارد.
برای ساخت عروسک پارچه‌ای حتی یک لنگه جوراب، مقدار کمی پنبه و ابزار کار خیلی ساده مثل نخ و سوزن و قیچی و ماژیک کافی است.
از انواع عروسک پارچه‌ای می‌توان به عروسک کاکاسیاه اشاره کرد.